# Bahnhof Beeskow
Der Bahnhof Beeskow im Norden der gleichnamigen Stadt in Brandenburg war bis in die 1990er Jahre ein Knotenpunkt dreier Nebenbahnen. Heute ist nur noch die Strecke von Königs Wusterhausen über Beeskow nach Grunow in Betrieb. Das Bahnhofsgebäude steht ebenso unter Denkmalschutz wie die Bauten des von 1888 bis 1898 genutzten alten Beeskower Bahnhofs im Osten der Stadt.

## Lage
Der Bahnhof liegt in der Kleinstadt Beeskow, etwa 600 Meter nördlich vom Marktplatz. Er liegt am Kilometer 9,4 der annähernd in Ost-West-Richtung verlaufenden Bahnstrecke Grunow – Königs Wusterhausen (von Grunow aus gezählt, bis Königs Wusterhausen sind es etwa 49 Kilometer). Etwa 700 Meter östlich des Bahnhofs überquert die Bahnstrecke die Spree. Die 113,3 Kilometer lange Niederlausitzer Eisenbahn aus Falkenberg (Elster) im Südwesten und die 33 Kilometer lange Strecke der Kreisbahn aus Fürstenwalde im Norden enden in Beeskow.

## Geschichte

### Alter Bahnhof
Koordinaten: 52° 10′ 8,93″ N, 14° 15′ 41,62″ O

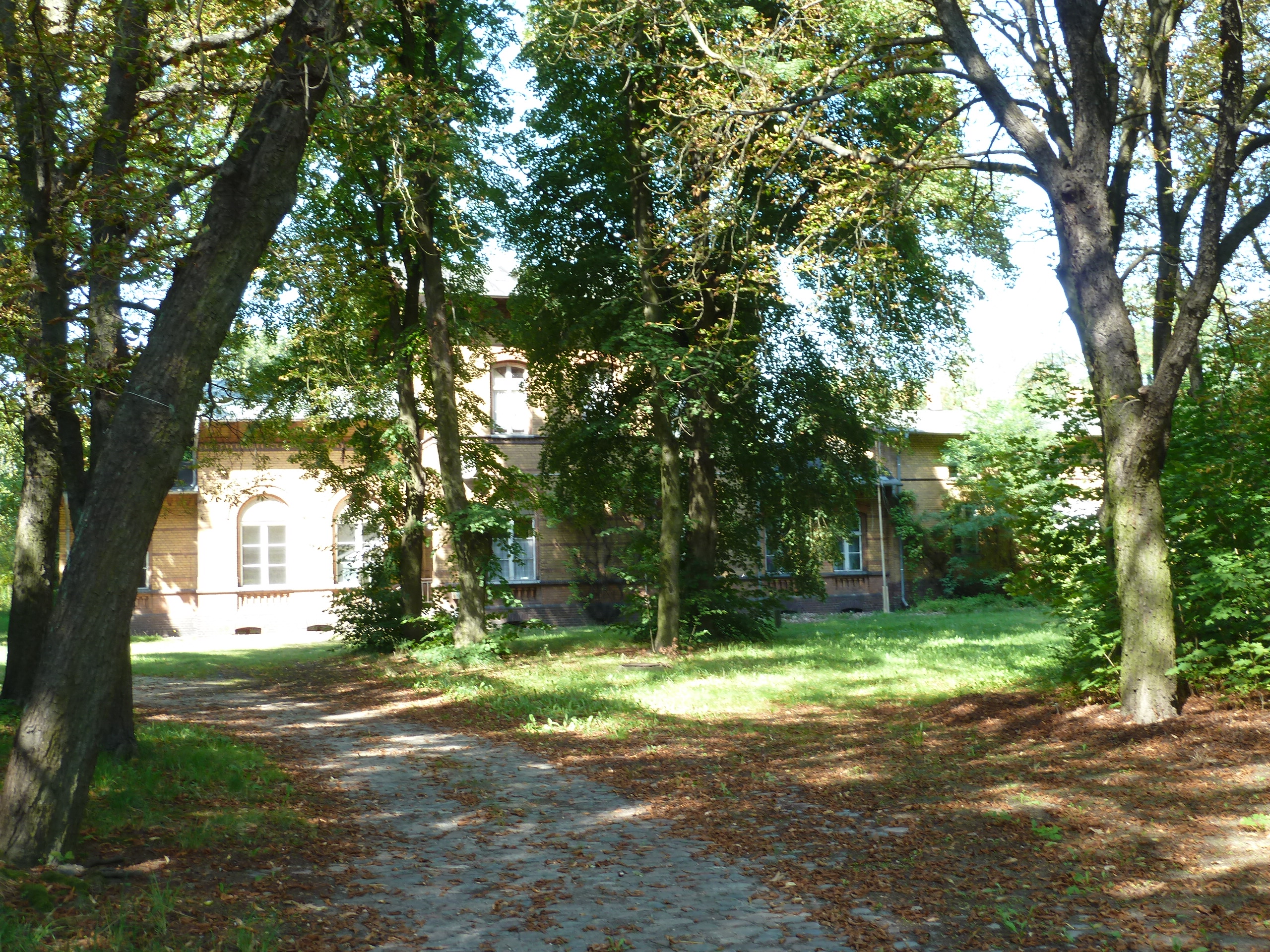
Alter Bahnhof in Beeskow auf parkartigem Grundstück

Bereits um 1870 gab es Planungen, die Stadt Beeskow an das Eisenbahnnetz anzuschließen. Zunächst plante die Cottbus-Schwielochsee-Eisenbahn, die damals eine Pferdebahn von Cottbus nach Goyatz betrieb, die Strecke über Beeskow und Müllrose nach Frankfurt (Oder) zu verlängern und als Lokomotiveisenbahn zu betreiben. Kurze Zeit später plante die Cottbus-Großenhainer Eisenbahn-Gesellschaft, eine Bahnstrecke von Cottbus nach Frankfurt über Friedland und Beeskow zu bauen. Am 31. Dezember 1876 ging die Bahnstrecke Cottbus–Frankfurt (Oder) in Betrieb, jedoch statt über Beeskow auf dem kürzesten Weg mehrere Kilometer östlich an der Stadt vorbei. Erst zwölf Jahre später erhielt Beeskow Eisenbahnanschluss mit einer Stichstrecke der Preußischen Staatsbahn von Grunow an der Cottbus-Frankfurter Strecke über Schneeberg. Die Strecke ging am 15. Mai 1888 in Betrieb. Der Bahnhof entstand an der Frankfurter Chaussee am östlichen Stadtrand, vom Stadtzentrum durch die Spree getrennt. Im ersten Betriebsjahr verkehrten vier Zugpaare. Einige Jahre später beschloss man, Beeskow in Richtung Westen mit Königs Wusterhausen und Berlin zu verbinden. Für diese Verbindung lag der alte Bahnhof jedoch ungünstig. So wurde im Bereich Beeskow die Strecke verlegt. Die neue Strecke mit einer Brücke über die Spree wurde am 20. September 1898 eröffnet. Der neue Bahnhof lag nördlich des Stadtzentrums. Der alte Bahnhof ging außer Betrieb und wurde als Eisenbahnerwohnhaus genutzt. Das Gebäude mit einigen Nebengebäuden ist erhalten geblieben und wird als Wohnhaus genutzt. Das Ensemble des Alten Bahnhofs „mit Empfangsgebäude, Poststelle, Güterschuppen, Toilettengebäude, Backofen und parkartiger Grundstücksbegrünung“ steht unter Denkmalschutz.

### Beeskow als Nebenbahnknotenpunkt
Ebenfalls 1898 hatte die Niederlausitzer Eisenbahn die Strecke von Falkenberg nach Lübben eröffnet. Drei Jahre später, am 24. November 1901, ging die Verlängerung bis Beeskow in Betrieb. Die Bahn erhielt einen eigenen Bahnhof, Beeskow NLE, westlich des Staatsbahnhofs. Am 31. Januar 1912 wurde Beeskow an die Kreisbahn Fürstenwalde–Beeskow angeschlossen. Auch diese Bahn bekam einen eigenen Bahnhof, direkt nördlich an die Gleisanlagen der Staatsbahn anschließend. Um 1930 wurde der Bahnhof der Niederlausitzer Eisenbahn in Beeskow West umbenannt.
Im Zweiten Weltkrieg erlitt der Bahnhof erhebliche Zerstörungen. In Richtung Lübben und Königs Wusterhausen war der durchgehende Verkehr nach Sprengung der Spreebrücke bei Briescht und des Viaduktes bei Lindenberg längere Zeit unterbrochen. Nach 1945 wurden die beiden Privatbahngesellschaften von der Deutschen Reichsbahn übernommen. Seit den 1960er Jahren wurden die Reisezüge von der Strecke der Niederlausitzer Eisenbahn aus Lübben direkt in den Bahnhof Beeskow geführt, das Empfangsgebäude des Bahnhofs Beeskow West wurde in Wohnungen umgewandelt.
Im Personenverkehr hatten alle drei Strecken vor allem lokale Bedeutung. Der Güterverkehr diente einerseits ebenfalls einer Reihe von lokalen Anbieten, andererseits wurden die Strecken auch zur Entlastung des Knoten Frankfurt (Oder) und für militärische Zwecke genutzt. 1982 bestanden im Bahnhof Güteranschlüsse vom früheren Kreisbahnteil außer zum Hafen zur Baustoffversorgung und zu einem Spanplattenwerk, vom Staatsbahnteil zum Agrochemischen Zentrum und vom NLE-Teil zum Rofinwerk.

### Entwicklung nach 1990

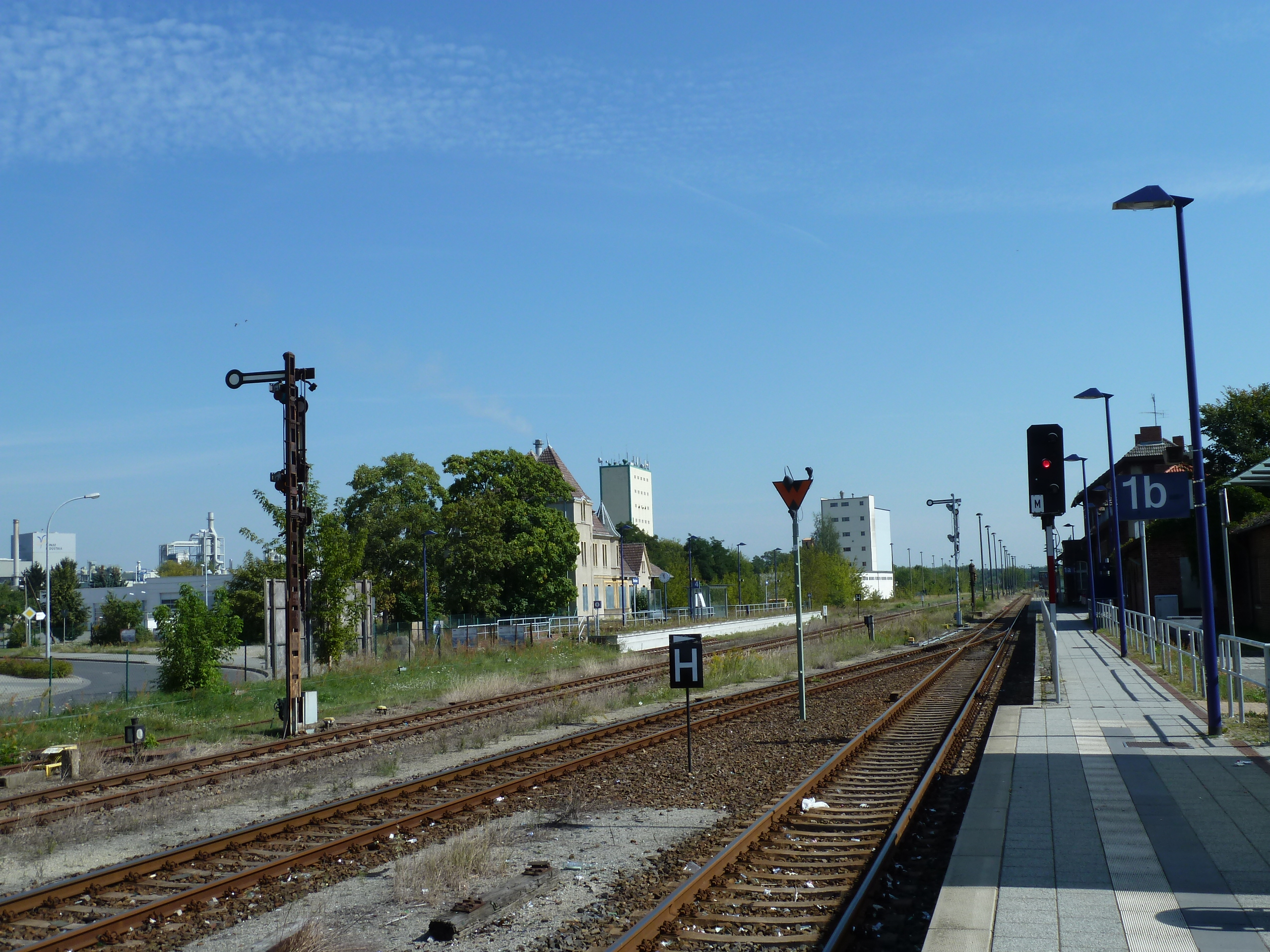
Gleisbereich im Bahnhof Beeskow, Blick von Westen

1994 wurde der Verkehr auf der Niederlausitzer Eisenbahn eingestellt. Die Deutsche Regionaleisenbahn übernahm die Strecke, jedoch blieb sie im Bereich Beeskow bis heute ohne Verkehr und ist (Stand 2012) nicht nutzbar. Wegen baulicher Schäden endete 1998 auch der Verkehr auf der ehemaligen Kreisbahnstrecke nach Fürstenwalde. Eine Sanierung war von der Deutschen Bahn und dem Land Brandenburg beabsichtigt. Nachdem der Ausbau des nördlichen Streckenabschnittes zwischen Fürstenwalde und Bad Saarow deutlich teurer geworden war als geplant, waren keine finanziellen Mittel zur Wiederinbetriebnahme des Südabschnittes zwischen Bad Saarow und Beeskow mehr vorhanden. Im Bereich Beeskow hatte es bereits einige Arbeiten zur Sanierung der Strecke gegeben, unter anderem war der Bahnsteig der Strecke nach Fürstenwalde bereits neu gebaut worden. Bis 2006 verkehrte noch ein Schienenersatzverkehr mit Bussen nach Beeskow, bevor dieser vom Land Brandenburg abbestellt wurde. Der neue Besitzer der Strecke, die Scharmützelseebahn GmbH, stellte 2011 einen Antrag auf Entwidmung der Strecke von Bahnbetriebszwecken. Der Bahnhofsteil für die Züge von Königs Wusterhausen nach Frankfurt (Oder) wurde um 2000 umgebaut. Der Inselbahnsteig entfiel. Der Hausbahnsteig wurde ähnlich wie bei einer Reihe von anderen Bahnhöfen im Land Brandenburg in zwei  Abschnitte geteilt, so dass die Züge in beide Richtungen von verschiedenen Teilen des Bahnsteiges abfahren.
Von Mai bis Oktober 2020 werden die Gleisanlagen im Bahnhof umfangreich modernisiert. So wird die bisherige mechanische Sicherungstechnik durch ein elektronisches Stellwerk ersetzt, dessen Bedienplatz im renovierten Gebäude des Stellwerks B2 eingerichtet wird. Für Zugkreuzungen wird ein neues Gleis 2 errichtet und mit einer neuen Weiche an die Strecke Richtung Grunow angeschlossen. Die Einfahrgeschwindigkeit aus Richtung Frankfurt beträgt zukünftig 60 km/h. Weiterhin werden die Gütergleise 3 und 4 grundhaft erneuert und dort eine LED-Gleisfeldbeleuchtung installiert. Auch die Ladestraße an den Gleisen 8 bis 10 erhält eine Beleuchtungsanlage. Die Gleisanschlüsse zum Spanplattenwerk und zum Raiffeisengelände bleiben erhalten. Parallel dazu lässt die Stadt das Bahnhofsgebäude zu einem sozialen Zentrum umgestalten.

### Personenverkehr
Der Personenverkehr auf der Staatsbahnstrecke war bis nach 1900 zunächst gering und nahm später nach und nach zu. 1905 fuhren fünf Zugpaare zwischen Königs Wusterhausen und Beeskow, weiter bis Grunow vier. 1914 waren es sieben Zugpaare, auch zwischen den Weltkriegen war das Angebot ähnlich. In den 1970er und 1980er Jahren verkehrten zwischen Königs Wusterhausen und Beeskow um die zwölf Zugpaare am Tag, nach Grunow einige weniger. 1994 wurde der Verkehr vertaktet, zwischen Königs Wusterhausen und Beeskow fuhren die Züge teils im Stunden-, teils im Zweistundentakt. Ein Jahr später wurde ein durchgehender Stundentakt eingeführt, die Züge fuhren von Grunow weiter bis Frankfurt (Oder). Seit 1998 fahren die Züge von Königs Wusterhausen weiter nach Berlin. Zeitweise gab es eine durchgehende Linie von Prenzlau über Templin, Oranienburg, Berlin, Königs Wusterhausen, Beeskow nach Frankfurt (Oder). Zum Fahrplanwechsel im Dezember 2004 wurde der Personenverkehr auf dieser Linie von der Ostdeutschen Eisenbahn (ODEG) übernommen und als OE 36 geführt, ab 2021 als RB 36. Die Linie verlief von Berlin-Lichtenberg – Königs Wusterhausen – Beeskow – Grunow – Frankfurt (Oder) und wurde im Stundentakt bedient. Am Wochenende wurde das Angebot zwischen Beeskow und Frankfurt zunächst im Winter, seit Dezember 2012 ganzjährig auf einen Zweistundentakt reduziert, der zum Fahrplanwechsel 2013 wieder zum Stundentakt verdichtet wurde. Seit Fahrplanwechsel im Dezember 2014 wurde die Linie von der Niederbarnimer Eisenbahn übernommen und fährt nur noch zwischen Königs Wusterhausen und Frankfurt; Berlin-Lichtenberg wird nicht mehr bedient.
Auf der Niederlausitzer Eisenbahn verkehrten während des Bestehens der Strecke fast konstant drei bis fünf Zugpaare am Tag. In Richtung Fürstenwalde waren es bis 1994 meistens vier bis sechs Zugpaare. 1994 wurde das Zugangebot verdichtet und teilweise ein Zweistundentakt eingeführt, der 1995 auf den gesamten Tag ausgedehnt wurde. Nachdem die Fahrzeiten nicht mehr zu halten waren, fuhren 1997 nur noch zwei Züge in Tagesrandlage bis Beeskow durch, zu den übrigen Zeiten verkehrten Busse. 1998 wurde der Verkehr komplett auf Busbedienung umgestellt.

## Anlagen

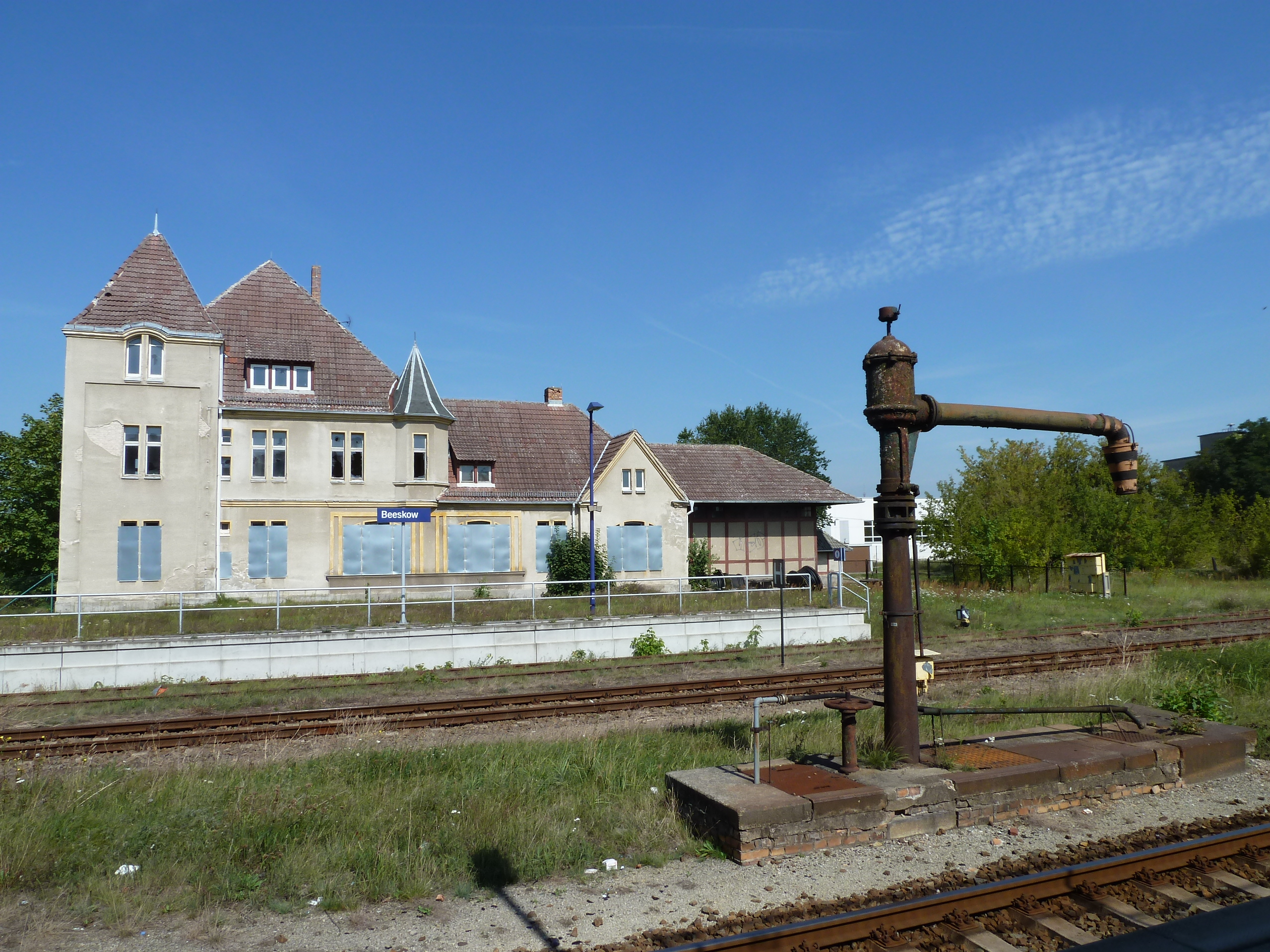
Gebäude der Kreisbahn mit Bahnsteig, im Vordergrund ein alter Wasserkran

Der Staatsbahnhof besaß bis zum Umbau einen Hausbahnsteig und einen Inselbahnsteig. Am Westende des Hausbahnsteigs befindet sich das Befehlsstellwerk B2, dahinter ist ein beschrankter Übergang für die Straße in Richtung Fürstenwalde. Östlich des Empfangsgebäudes lagen die heute nicht mehr genutzten Anlagen für den Güterverkehr. Der Kreisbahnhof auf der anderen Seite der Gleise besitzt ein eigenes Empfangsgebäude. Ebenfalls auf dessen Ostseite befanden sich die Güterverkehrseinrichtungen der Kreisbahn. Lokschuppen und Bekohlungsanlage. Vom Kreisbahnhof gab es ein Anschlussgleis zum Beeskower Hafen an der Spree. Der Bahnsteig der Kreisbahn war mit dem der Staatsbahn über einen Fußgängertunnel verbunden, der beim Bahnhofsumbau Ende der 1990er Jahre beseitigt wurde.
Westlich des Bahnübergangs lagen die Anlagen der Niederlausitzer Eisenbahn. Der Bahnhof der NLE bestand aus sechs Gleisen, einem zweigeschossigen Empfangsgebäude, Güterschuppen, Rampe, Ladestraße, Lokschuppen und weiteren Behandlungsanlagen. Ein Verbindungsgleis führte zum Staatsbahnhof.
Das Empfangsgebäude der Strecke Grunow–Königs Wusterhausen mit Anbauten steht unter Denkmalschutz. Auch die Empfangsgebäude der beiden Privatbahnen sind erhalten geblieben. Das Gebäude der NLE ist bewohnt, das der Kreisbahn stand leer, 2016 wurde mit der Sanierung des Kreisbahnhofes, der nun als Wohnhaus dient, begonnen.